# Edinburgh Mathematical Society

Logo der EMS

Die Edinburgh Mathematical Society (EMS) ist die Vereinigung schottischer Mathematiker.
Die Edinburgh Mathematical Society wurde 1883 von den Schullehrern A. Y. Fraser und A. J. G. Barclay und dem Assistenten Cargill G. Knott des Physikprofessors Peter Guthrie Tait gegründet und ist damit nicht universitären Ursprungs. Sieben der ersten zehn Präsidenten waren Schullehrer. Auf dem ersten Treffen am 2. Februar 1883 wurden Peter Guthrie Tait und der Mathematiker George Chrystal der Edinburgh University als Ehrenmitglieder aufgenommen.
Seit 1884 gibt die Gesellschaft die Proceedings of the Edinburgh Mathematical Society heraus.
Die EMS weitete sich rasch von Edinburgh auf ganz Schottland aus. Die regelmäßigen Tagungen wurden ab März 1900 in Glasgow abgehalten, weitere Tagungsorte wurden St Andrews (erstmals 1922), Dundee (erstmals 1930) und Aberdeen (erstmals 1937).
Edmund Whittaker, Chrystals Nachfolger, regte 1913 ein mathematisches Kolloquium in Edinburgh an. Dies wurde nach dem Kriege fortgesetzt und 1926 auf Betreiben von Herbert Westren Turnbull nach St Andrews verlegt. Diese St.-Andrews-Kolloquien finden bis heute zirka alle vier Jahre statt.
Die EMS verleiht alle vier Jahre den mit 500 Pfund dotierten Whittaker-Preis an herausragende junge Mathematiker, die eine Verbindung zu Schottland haben.